# Westelijke gevlekte skunk
De westelijke gevlekte skunk (Spilogale gracilis) is een roofdier uit de familie Mephitidae. Het is een van de vier soorten uit het geslacht Spilogale.

## Verspreiding
Het verspreidingsgebied van de westelijke gevlekte skunk beslaat het zuidwesten van Canada, het westelijk deel van de Verenigde Staten en het noorden van Mexico. Deze soort leeft in rotsachtige gebieden en op de prairies. In het gebied van de Great Plains overlapt het leefgebied van de westelijke gevlekte skunk met dat van de verwante oostelijke gevlekte skunk (Spilogale putorius).